# Бояка Чико
«Бояка́ Чико́» (полное название — исп. Boyacá Chicó Fútbol Club) — колумбийский футбольный клуб из города Тунха. Клуб один раз становился чемпионом Колумбии (2008 — Апертура). В 2008 и 2009 годах клуб принимал участие в Кубке Либертадорес.

## История
Клуб «Богота Чико» («Deportivo Bogotá Chicó F.C.») был образован 26 марта 2002 года в пригороде Боготы Чапинеро. В 2003 году команда стала победительницей Второго дивизиона Колумбии. Перед началом сезона 2005 клуб переехал в город Тунха и сменил название на «Бояка Чико», где Бояка — это название департамента, административным центром которого как раз является Тунха.
В 2007 году команда набрала наибольшее количество очков вслед за «Атлетико Насьоналем», выигравшим оба чемпионата Колумбии. В 2008 году клуб дебютировал в розыгрыше Кубка Либертадорес, в котором не продвинулся дальше предварительного раунда. В то же время, «Бояка Чико» выиграл свой первый чемпионский титул в Колумбии — Апертуру (Кубок Мустанга I) 2008. Это дало команде право выступить в Кубке Либертадорес 2009.
В 2016 году выступили в Лиге Агила. Большинство игр закончилось для команды поражением.

## Достижения
- Чемпион Колумбии (1): 2008-I
- Чемпион Колумбии во Втором дивизионе (2): 2003, 2017
- Финалист Кубка Колумбии (1): 2011
- Участник Кубка Либертадорес (2): 2008, 2009